# Лямин, Никита Андреевич
Никита Андреевич Лямин (14 октября 1985, Горький) — российский волейболист, мастер спорта международного класса, игрок клуба «Нова».

## Спортивная карьера
Никита Лямин начинал заниматься волейболом в СДЮСШОР № 4 Нижнего Новгорода под руководством своего отца Андрея Валентиновича. После окончания спортивной школы в 2002 году пополнил состав местной команды «Динамо»-УВО, выступавшей в высшей лиге «А» чемпионата России.
В 2004 году был приглашён в московское «Динамо», где отыграл три сезона за фарм-команду и ещё два — за основу, с которой завоевал золото чемпионата России-2007/08, но из-за нехватки игровой практики по окончании следующего сезона покинул столичный клуб: «„Динамо“ тогда обладало звёздным составом, и молодёжи объективно было сложно пробиться в ротацию. Конечно, здорово, что удалось застать чемпионские годы бело-голубых, но покидал я „Динамо“ с лёгким сердцем — я хотел играть!»
Никита отправился в родной Нижний Новгород и стал капитаном местной «Губернии», которой предстояло дебютировать в высшей лиге «Б». За два года нижегородская команда проделала путь через два дивизиона до Суперлиги, а в сезоне-2012/13 вошла в число ведущих команд российского чемпионата. «Губерния» завоевала право выступить в Кубке Европейской конфедерации волейбола и в марте 2014 года стала серебряным призёром этого турнира. В Нижнем Лямин вернулся к амплуа центрального блокирующего — при том, что в «Динамо» выступал на позиции доигровщика, а в отдельных матчах выполнял функции либеро.
В мае 2014 года Никита Лямин впервые попробовал свои силы в пляжном волейболе на уровне чемпионата России. Выступая за клуб «Касимов» в паре с Иваном Чиркиным, он стал победителем регионального этапа в Москве и занял 9-е место на первом основном этапе чемпионата в Анапе. Вскоре Лямин получил предложение поучаствовать в международных соревнованиях, и в начале июля вместе с Русланом Быкановым завоевал серебряную медаль этапа чемпионата Восточноевропейской зональной ассоциации в Рокишкисе и дебютировал на турнире «Большого шлема» Мирового тура в Гштаде. Попытка преодолеть квалификацию дебютного соревнования под эгидой FIVB оказалась неудачной, как и две следующие, после чего тренерский штаб российской сборной принял решение создать новую команду, поставив Никиту в пару к многоопытному Дмитрию Барсуку.
В августе Никита Лямин и «Губерния» расторгли действующий контракт, и спортсмен полностью сосредоточился на пляжном волейболе. Его главной целью стала возможность побороться за право выступить на Олимпийских играх 2016 года: «Не использовать пусть даже малейший шанс оказаться через два года в Рио-де-Жанейро я не мог. Тем более что в федерации в нашем с Барсуком дуэте действительно увидели перспективу. От таких предложений не отказываются». Новая команда сыграла на трёх этапах Мирового тура: в Старе-Яблонках и Сан-Паулу Лямин и Барсук пробивались в основную сетку соревнований, а на октябрьском турнире серии Open в Сямыне добились первого большого успеха, завоевав бронзу.
В начале сезона 2015 года Никита Лямин травмировал плечо и в мае перенёс операцию, на восстановление после которой потребовалось шесть месяцев. В декабре возобновил карьеру и в паре с Дмитрием Барсуком стал серебряным призёром финального этапа чемпионата Восточноевропейской зональной ассоциации в Риге. С февраля 2016 года команда Барсук / Лямин продолжила выступления в Мировом туре, а в июле вместе с парой Олег Стояновский / Артём Ярзуткин успешно выступила на Кубке мира в Сочи, завоевав для России лицензию на Олимпийские игры в Рио-де-Жанейро. Решением тренерского штаба Никита Лямин и Дмитрий Барсук вошли в заявку национальной команды на олимпийский турнир. 17 июля в том же Сочи Лямин в паре Валерием Самодаем выиграл бронзовую медаль чемпионата России.
На олимпийском турнире в Рио-2016 Никита Лямин и Дмитрий Барсук выиграли два из трёх матчей в группе, а в матче 1/8 финала одержали победу в трёх сетах над бронзовыми призёрами чемпионата мира-2015 бразильцами Педро и Эвандро. В четвертьфинальном поединке россияне проиграли итальянскому дуэту Даниэле Лупо / Паоло Николаи — 18:21, 22:20, 11:15. Комментируя итог матча, Лямин отметил два эйса соперников, которые позволили им захватить инициативу в третьей партии и при счёте 5:5 выиграть следующий игровой отрезок со счётом 5:1.
После возвращения из Рио-де-Жанейро Дмитрий Барсук объявил о завершении международной карьеры. В 2017 году новым партнёром Никиты Лямина на международных соревнованиях стал Вячеслав Красильников, прежде выступавший в паре с Константином Семёновым. 18 февраля Лямин и Красильников выиграли первый титул в совместной карьере, став победителями этапа Мирового тура на острове Киш. В июне новая российская команда стала серебряным призёром турнира категории «три звезды» в Москве, следом выиграла золото на турнире такого же статуса в Гааге и к чемпионату мира, стартовавшему в конце июля в Вене, подошла в ранге лидера рейтинга Мирового тура-2017. В австрийской столице Лямин и Красильников одержали 7 побед при одном поражении и завоевали бронзовые медали, став второй командой в истории российского пляжного волейбола, выигрывавшей медали на чемпионатах мира. В итоговом рейтинге Мирового тура-2017 они поделили первое место с бразильцами Андре и Эвандро.
С осени 2018 года Никита Лямин выступал в паре с Игорем Величко, с мая 2019 года — с Тарасом Мыськивом.
В августе 2021 года, после 7 лет карьеры в пляжном волейболе, подписал контракт с клубом АСК (Нижний Новгород). Летом 2022 года перешёл из АСК в новокуйбышевскую «Нову», которая стала победителем высшей лиги А и вернулась в Суперлигу.

## Достижения

### В волейболе
- Чемпион России (2007/08).
- Финалист Кубка России (2007).
- Финалист Кубка CEV (2013/14).

### В пляжном волейболе
- Участник Олимпийских игр-2016 (5-е место).
- Бронзовый призёр чемпионата мира (2017). Другие выступления: 2019 — 9-е место.
- Призовые места на этапах Мирового тура:
  - 1-е — Киш-2017 (3*), Гаага-2017 (3*),
  - 2-е — Москва-2017 (3*), Сямынь-2018 (4*),
  - 3-е — Сямынь-2014.
- Финалист командного Кубка мира (2016).
- На чемпионатах Европы: 2016, 2017, 2019, 2021 — 9-е место; 2020 — 4-е место.
- Чемпион России (2018), серебряный (2021) и бронзовый (2016) призёр чемпионата России.

## Семья
Младший брат Никиты Лямина Павел (род. 1994) — связующий, выступал за нижегородский «Сормович» и «Нефтяник»-2 из Оренбурга в Молодёжной лиге. Отец волейболистов, Андрей Валентинович Лямин, работает тренером-преподавателем нижегородской СДЮСШОР № 4 по волейболу.
Никита женат на Ольге Александровне Ляминой — тренере по художественной гимнастике, у них две дочери — Анастасия и Антонина.